# Kensingtonsteen

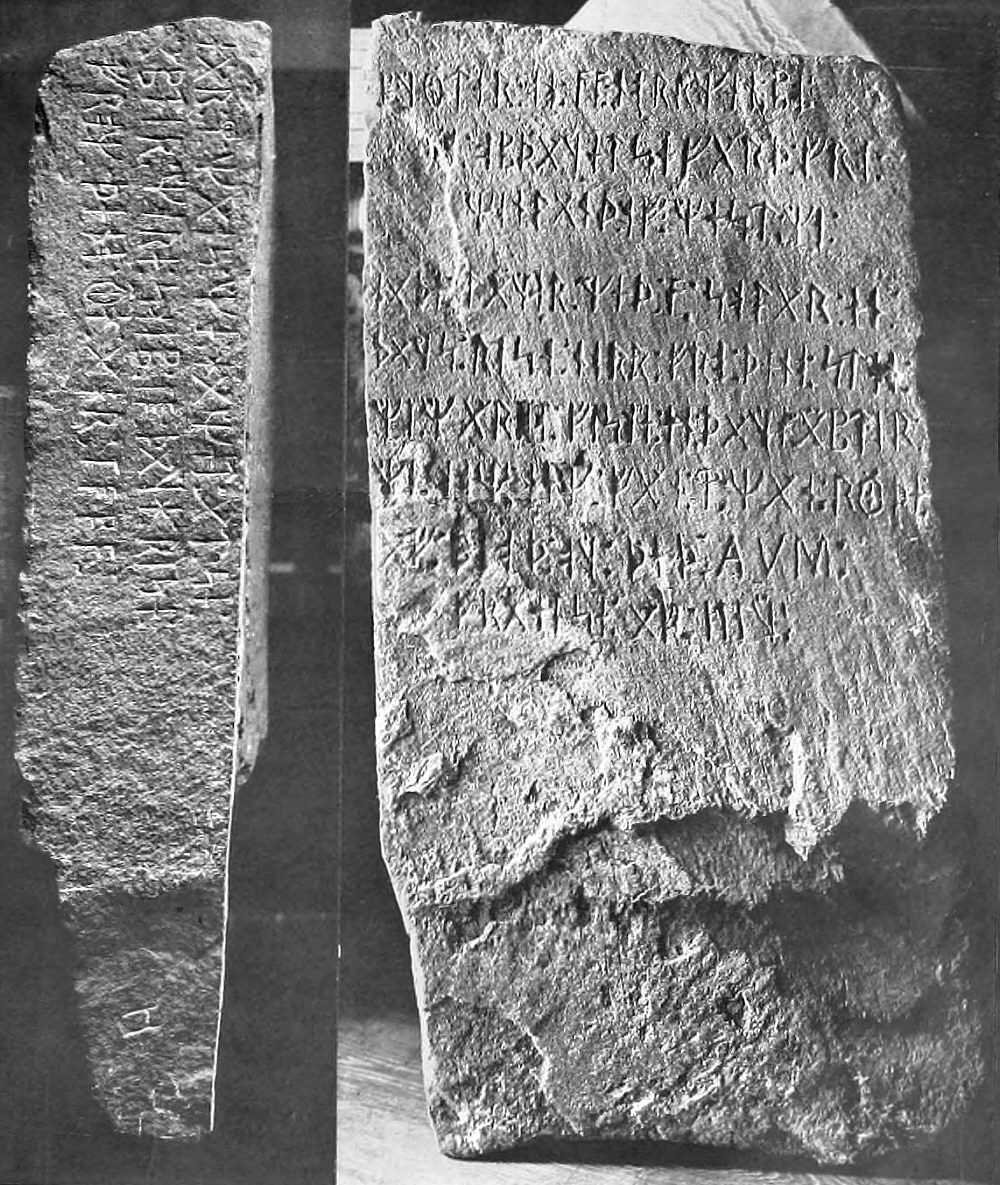
De steen van Kensington

De Kensingtonsteen is een runensteen die in 1362 door "Göten" zou zijn gemaakt, althans volgens de runen die er in gekrast zijn. De steen is vermoedelijk in 1898 gevonden in Solem, een gehucht bij het dorp Kensington, Minnesota. Het was ook toen al bekend dat de Vikingen ruim voor Columbus Amerika ontdekt hadden, maar de vindplaats verwekte sensatie. De staat Minnesota ligt ten westen van de Grote Meren en Kensington in het westen daarvan, ruim achttienhonderd kilometer van de oceaan. Zowel New York, aan de Atlantische kust, als Quebec, aan de Saint Lawrencebaai, liggen hemelsbreed zo ver van Kensington. De Hudsonbaai, die 's zomers een open verbinding heeft met de zee, ligt hemelsbreed op 1300 kilometer. Een route van Kensington naar het huidige Superior en vandaar over de Grote Meren en de verbindende waterwegen naar Quebec is minstens 2800 kilometer lang.
De tekst op de steen werd geïnterpreteerd als het verhaal van een groep mensen die, terugkomend een verre vistocht, tien van hun metgezellen dood en badend in het bloed aantroffen. Na aanvankelijk enthousiasme werd de steen al spoedig als een vervalsing beschouwd door de meeste wetenschappers, onder meer vanwege het voorkomen van een aantal anachronistische woorden en uitdrukkingen erop.